# Diocesi di Linares (Cile)

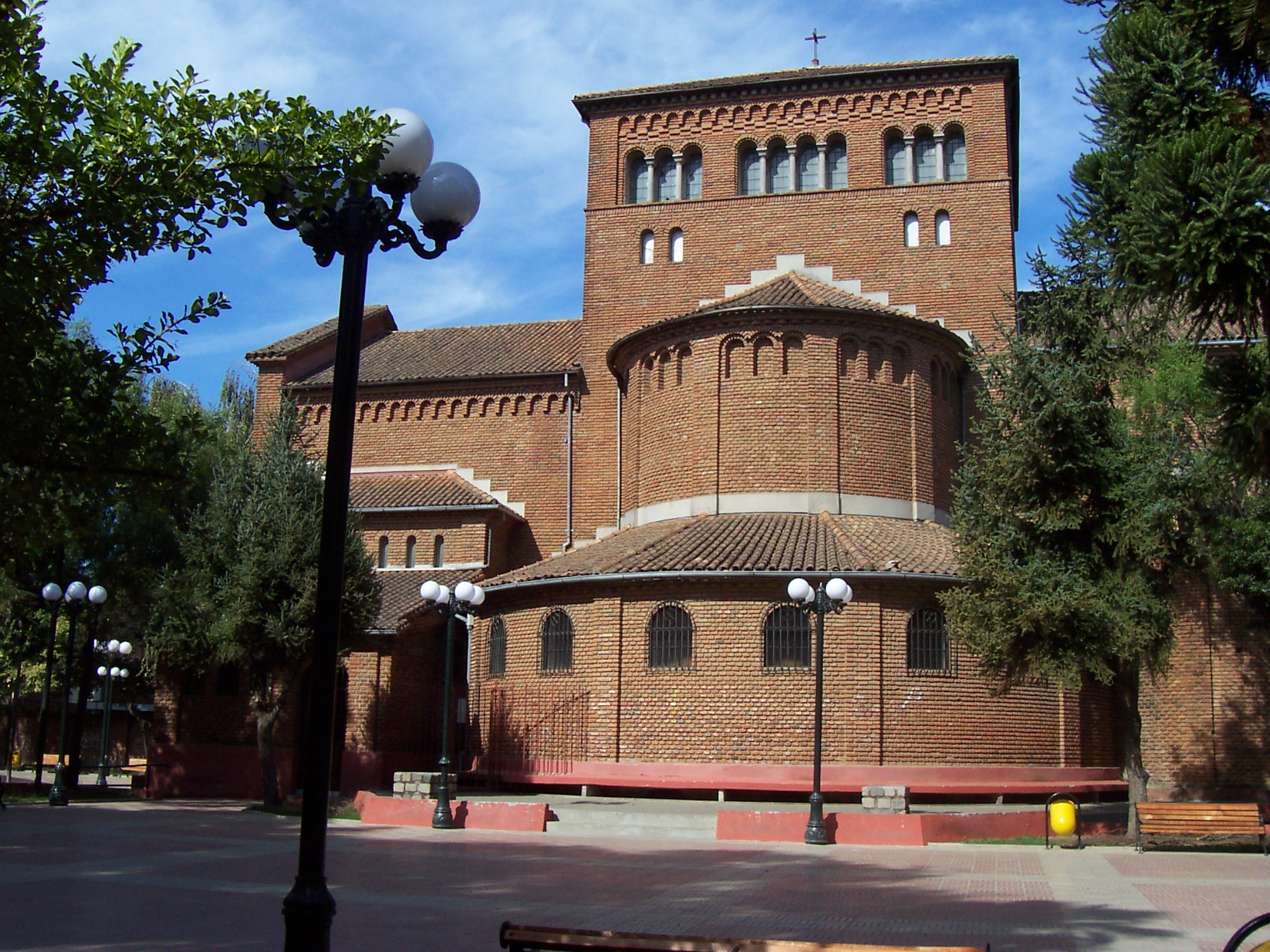
Cattedrale di Sant'Ambrogio: veduta posteriore con l'abside.

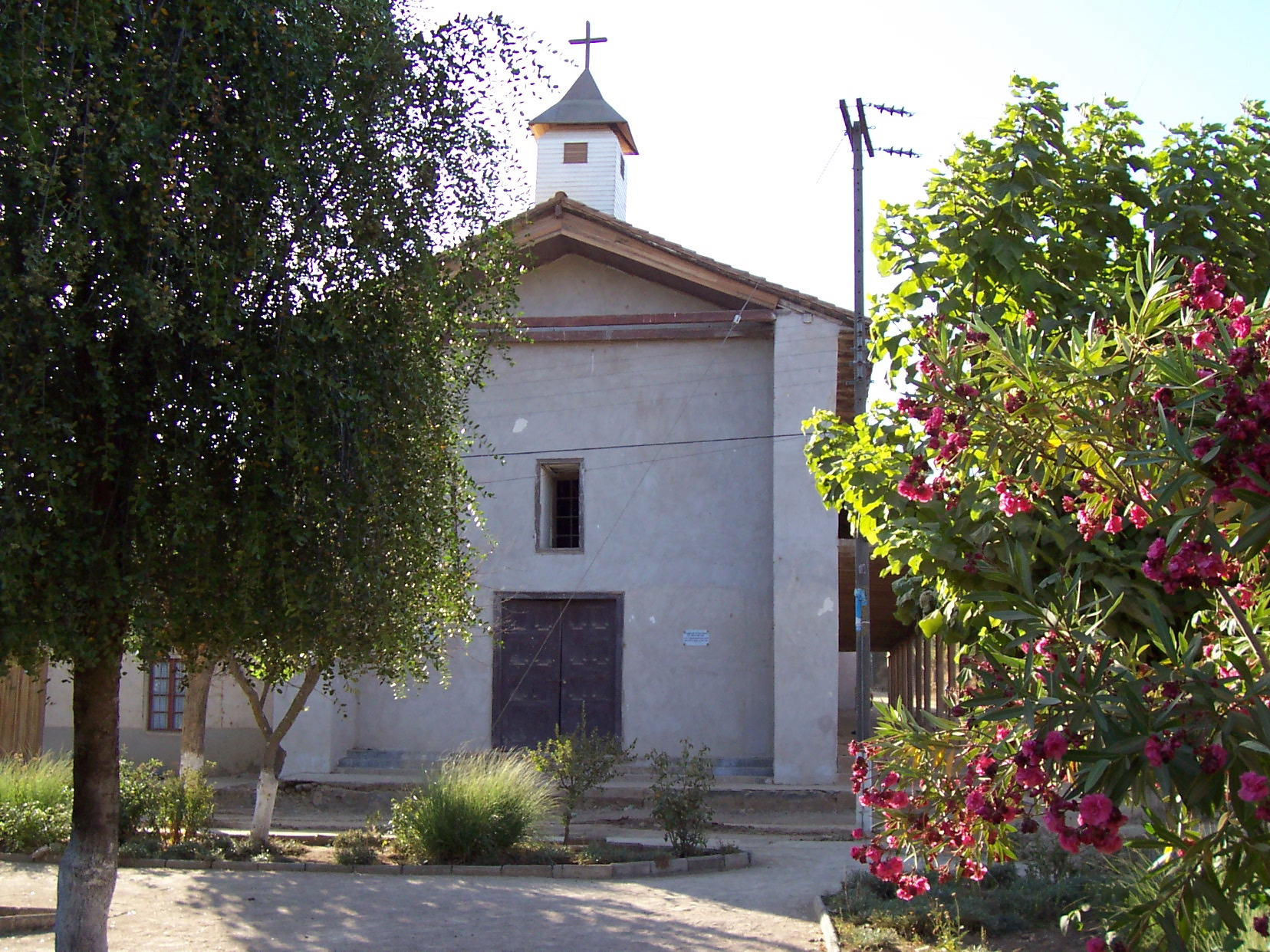
Chiesa parrocchiale di Nostra Signora del Carmine nel borgo di Nirivilo. La chiesa, che appartiene al periodo coloniale cileno, è stata dichiarata monumento nazionale.

La diocesi di Linares (in latino Dioecesis Linarensis) è una sede della Chiesa cattolica in Cile suffraganea dell'arcidiocesi di Santiago del Cile. Nel 2021 contava 300.000 battezzati su 375.170 abitanti. È retta dal vescovo Tomislav Koljatic Maroevic.

## Territorio
La diocesi comprende le province cilene di Linares e Cauquenes, nonché i due comuni di Constitución ed Empedrado della provincia di Talca, nella regione del Maule.
Sede vescovile è la città di Linares, dove si trova la cattedrale di Sant'Ambrogio.
Il territorio si estende su 15.110 km² ed è suddiviso in 33 parrocchie.

### Cattedrale
La cattedrale di Sant'Ambrogio, basata sul modello della basilica di Sant'Ambrogio di Milano, è in stile neoromanico ed è stata costruita dopo la distruzione della vecchia cattedrale, a causa di un terremoto.
L'abside della cattedrale è notevole per l'eccezionale lavoro a mosaico realizzato dall'artista italiano Giulio Di Girolamo. Quest'opera d'arte è tra le più apprezzate nella sua specie in ambito sudamericano.

### Parrocchie
- Cattedrale di Sant'Ambrogio, Linares
- Nostra Signora del Rosario, Linares
- Cuore Immacolato di Maria, Linares
- Maria Ausiliatrice, Linares
- Gesù Operaio, Linares
- Nostra Signora del Carmine, Linares
- Maria Pellegrina, Linares
- Sant'Antonio di Padova, Linares
- Santi Cileni, Linares
- Nostra Signora della Buona Speranza, Panimávida
- San Michele Arcangelo, Colbún
- Santa Croce, Yerbas Buenas
- San Lorenzo, Longaví
- San Francesco Saverio, San Javier
- Santissima Vergine della Mercede, San Javier
- Santa Rosa, Melozal
- Gesù Bambino, Villa Alegre
- San Francesco, Huerta de Maule
- San Giovanni, Orilla de Maule
- San Giuseppe, Parral
- San Francesco, Parral
- San Sebastiano di Los Cuarteles, Parral
- San Raimondo Nonnato, Retiro
- San Giuseppe, Constitución
- Nostra Signora del Transito, Putú
- Nostra Signora del Carmine, Nirivilo
- Sant'Ignazio, Empedrado
- San Pietro, Cauquenes
- Sant'Alfonso, Cauquenes
- Convento di San Francesco, Cauquenes
- San Turibio, Curanipe
- San Luigi Gonzaga, Sauzal
- Sant'Ambrogio, Chanco

## Storia
La diocesi è stata eretta il 18 ottobre 1925 con la bolla Notabiliter aucto di papa Pio XI, ricavandone il territorio dalla diocesi di Concepción (oggi arcidiocesi).
Il 10 gennaio 1963 il territorio della diocesi si è ampliato, in conseguenza della cessione di alcune parrocchie che appartenevano alle diocesi di Chillán (oggi diocesi di San Bartolomé de Chillán) e di Talca.

## Cronotassi dei vescovi
Si omettono i periodi di sede vacante non superiori ai 2 anni o non storicamente accertati.
- Miguel León Prado † (14 dicembre 1925 - 3 marzo 1934 deceduto)
- Juan Subercaseaux Errázuriz † (23 febbraio 1935 - 8 gennaio 1940 nominato arcivescovo di La Serena)
  - Francisco Javier Valdivia Pinedo † (27 luglio 1940 - settembre 1940 dimesso) (vescovo eletto)
- Roberto Moreira Martínez † (22 marzo 1941 - 2 febbraio 1958 deceduto)
- Augusto Osvaldo Salinas Fuenzalida, SS.CC. † (15 giugno 1958 - 14 dicembre 1976 ritirato)
- Carlos Marcio Camus Larenas † (11 dicembre 1976 - 17 gennaio 2003 ritirato)
- Tomislav Koljatic Maroevic, dal 17 gennaio 2003

## Statistiche
La diocesi nel 2021 su una popolazione di 375.170 persone contava 300.000 battezzati, corrispondenti all'80,0% del totale.
| anno | popolazione | popolazione | popolazione | presbiteri | presbiteri | presbiteri | presbiteri                | diaconi | religiosi | religiosi | parrocchie |
| anno | battezzati  | totale      | %           | numero     | secolari   | regolari   | battezzati per presbitero | diaconi | uomini    | donne     | parrocchie |
| ---- | ----------- | ----------- | ----------- | ---------- | ---------- | ---------- | ------------------------- | ------- | --------- | --------- | ---------- |
| 1950 | 160.000     | 161.371     | 99,2        | 48         | 23         | 25         | 3.333                     |         | 49        | 85        | 14         |
| 1966 | 262.000     | 262.000     | 100,0       | 69         | 21         | 48         | 3.797                     |         | 72        | 143       | 28         |
| 1970 | 251.369     | 271.369     | 92,6        | 66         | 23         | 43         | 3.808                     |         | 61        | 164       | 29         |
| 1976 | 278.525     | 311.298     | 89,5        | 55         | 20         | 35         | 5.064                     | 10      | 50        | 110       | 29         |
| 1980 | 291.000     | 330.800     | 88,0        | 56         | 21         | 35         | 5.196                     | 9       | 47        | 115       | 31         |
| 1990 | 349.000     | 391.000     | 89,3        | 49         | 25         | 24         | 7.122                     | 7       | 32        | 124       | 30         |
| 1999 | 289.997     | 375.845     | 77,2        | 53         | 35         | 18         | 5.471                     | 13      | 25        | 122       | 32         |
| 2000 | 302.828     | 380.656     | 79,6        | 56         | 36         | 20         | 5.407                     | 14      | 27        | 122       | 32         |
| 2001 | 323.670     | 395.574     | 81,8        | 57         | 36         | 21         | 5.678                     | 15      | 27        | 119       | 32         |
| 2002 | 328.640     | 396.023     | 83,0        | 57         | 35         | 22         | 5.765                     | 8       | 27        | 119       | 32         |
| 2003 | 271.038     | 361.384     | 75,0        | 60         | 34         | 26         | 4.517                     | 18      | 34        | 117       | 32         |
| 2004 | 271.038     | 361.384     | 75,0        | 58         | 32         | 26         | 4.673                     | 17      | 31        | 98        | 32         |
| 2013 | 294.000     | 393.000     | 74,8        | 41         | 30         | 11         | 7.170                     | 20      | 16        | 46        | 33         |
| 2016 | 272.925     | 367.356     | 74,3        | 48         | 33         | 15         | 5.685                     | 18      | 21        | 44        | 33         |
| 2019 | 292.000     | 360.000     | 81,1        | 46         | 25         | 21         | 6.347                     | 20      | 24        | 60        | 33         |
| 2021 | 300.000     | 375.170     | 80,0        | 41         | 27         | 14         | 7.317                     | 22      | 16        | 55        | 33         |